# Tinodes mandalagana
Tinodes mandalagana är en nattsländeart som beskrevs av Wolfram Mey 1998. Tinodes mandalagana ingår i släktet Tinodes och familjen tunnelnattsländor. Inga underarter finns listade i Catalogue of Life.